# Битва при Мальте
Битва при Мальте (ит. Battaglia navale di Malta) произошла 8 июля 1283 года у входа в Великую гавань, главную гавань Мальты, в рамках Войны Сицилийской вечерни. Арагонский флот из галер под командованием Руджеро Лауриа атаковал и разгромил флот анжуйских галер под командованием Гийома Корнута и Бартоломе Бонвена.
Анжуйские корабли первыми прибыли на Мальту и приступили к освобождению анжуйского гарнизона, осажденного в стенах Кастелло-дель-Маре. Галеры преследовал арагонский флот. Руждеро ди Лауриа легко перехитрил анжуйско-провансальский флот и уничтожил почти все корабли Корнута и Бонвена. Затем Лауриа отплыл обратно на север, устроив демонстрацию у Неаполя, совершил набег на соседнее побережье, атаковал и затем разместил гарнизоны на островах Капри и Искье. Разгромное поражение заставило Карла I Анжуйского отложить свой план вторжения на Сицилию.

## Предпосылки и планирование
В середине 13 века стратегически важный остров Мальта находился под властью Анжуйского королевства Неаполя и Сицилии под властью Карла I Анжуйского. Остров имел стратегическое и коммерческое значение как для Анжуйского королевства, так и для формирующегося Королевства Арагон, причем оба королевства желали получить контроль над островом.
В апреле 1282 года население Сицилии восстало против анжуйского правления во время Сицилийской вечерни. После некоторых политических манёвров сицилийские повстанцы пригласили Педро III принять сицилийскую корону. Педро высадил армию на Сицилии, и к октябрю арагонско-сицилийские войска изгнали оставшиеся анжуйские войска с Сицилии.
Осенью 1282 года, когда на Сицилии вспыхнуло восстание и бушевала открытая война между Арагоном и Анжуйским Неаполем, мальтийское население подняло всеобщее восстание на островах. Восстание было поддержано арагонскими войсками во главе с Манфредом де Лансией, зятем ведущего адмирала Арагона Руджеро ди Лауриа. Арагонцев также возглавлял Коррадо I Лансия, первый граф Кальтаниссетты и брат Манфреда. Анжуйский гарнизон оказался ограниченным в Кастелло-дель-Маре в Великой гавани, древней цитадели, занимавшей один из мысов, обозначающих гавань, и пригороде замка Биргу.

### Анжуйские силы помощи
Зная, что контроль над Мальтой жизненно важен для восстановления своего контроля над Сицилией, Карл Анжуйский начал подготовку военно-морских сил, чтобы вновь одолеть мальтийский гарнизон и отогнать арагонцев. Однако анжуйский флот был сильно истощен в первые месяцы войны (особенно во время эвакуации Мессины и битвы при Никотере), и поэтому его пришлось пополнить. Карл привлек рабочую силу из своих владений в Провансе, Нарбоне и Марселе, чтобы восстановить свой флот, отдав его под командование Гийома Корнута, отпрыска знаменитой марсельской семьи наемников, и Бартолома Бонвена, члена известной купеческой семьи. Флот должен был отправиться в Неаполь, чтобы собрать больше кораблей, а затем отправиться вновь на Мальту.
В мае 1283 года двадцать пять анжуйских галер прибыли в Неаполь из Марселя, где освежили своих людей. Затем два адмирала отплыли из Неаполя, имея в общей сложности восемнадцать галер, восемь или девять барков и панфилус. Анжуйский флот двинулся вокруг Сицилии, через Липарские острова (тогда — Эольские) и Устику, затем у Трапани и западной оконечности острова. Флот обошел Мессинский пролив, который находился под контролем Арагона. По словам современника Рамона Мунтанера в его хронике, анжуйцы послали три легкие разведывательные галеры в сторону Бока-дель-Фаро, перед небольшой башней Мессинского маяка. Эти три корабля должны были следить за арагонским флотом, а затем встретиться с основными анжуйскими силами на Мальте, но были перехвачены и захвачены арагонцами, и поэтому анжуйские адмиралы не были полностью осведомлены о передвижениях арагонского флота.

### Арагонский ответ
Благодаря победам при Мессине и Никотере арагонский флот на Сицилии получил преимущество в войне. Моральный дух флота был высоким, причем преимущественно каталонские и сицилийские экипажи были очень мотивированы. Когда король Педро III отбыл в Арагон, он оставил значительный отряд галер под командованием адмирала Руджеро ди Лауриа. Этот флот совершил набег на побережье Калабрии, нанеся удары по анжуйским войскам в нескольких точках.

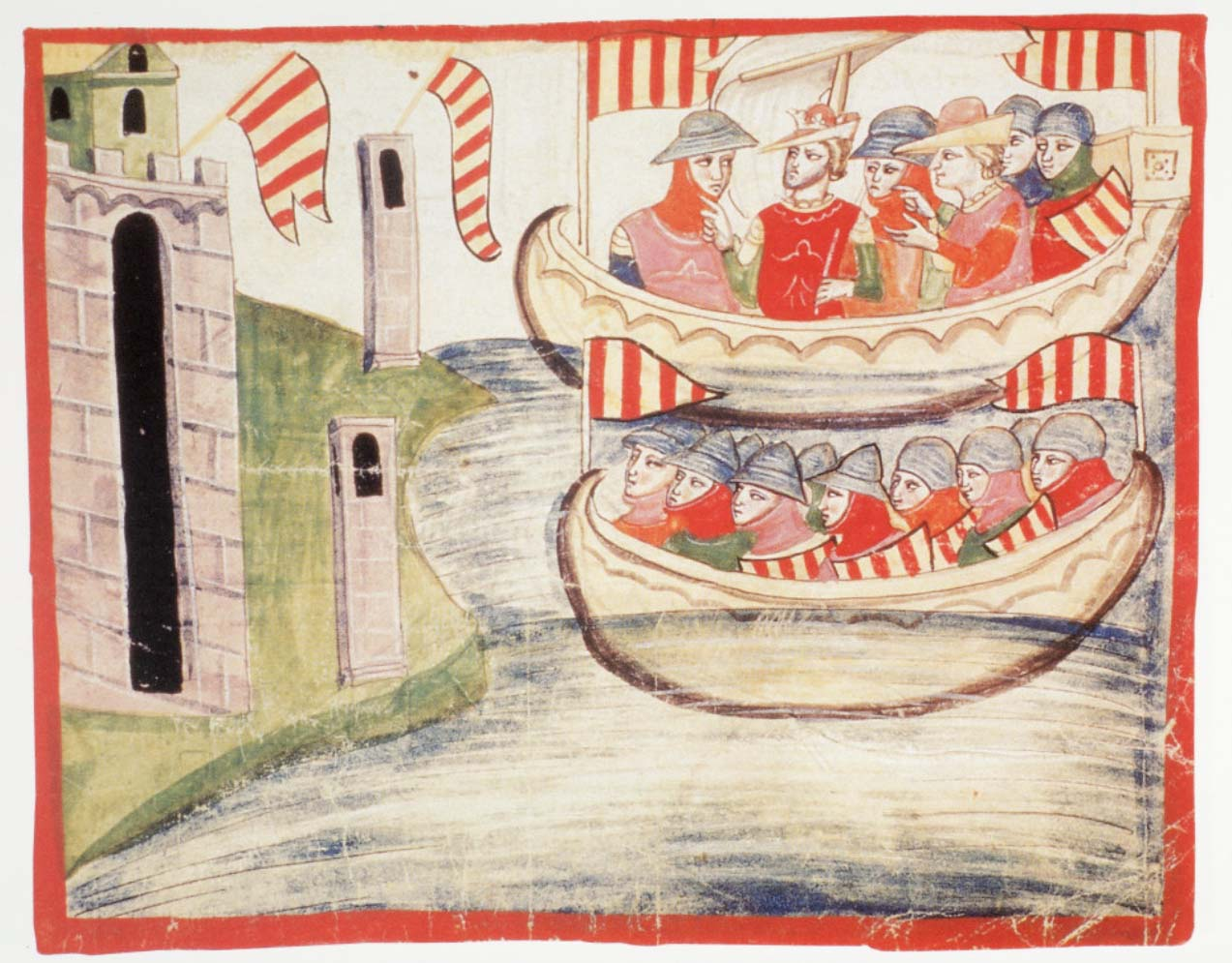
Педро III прибывает в Трапани, рукопись в Ватиканской библиотеке. Король изображен руководящим высадкой, вторым слева в верхней лодке, в короне и красной тунике.

Базируя арагонский флот в Мессине, Лауриа ждал признаков анжуйской активности; когда пришло известие (вероятно, с рыболовных судов) о том, что анжуйский флот отплыл из Неаполя, он набрал свежих рекрутов и приготовился перехватить его флотом из 20 галер. В свой первый день отчаливания он направился в Сиракузы и спросил новости об анжуйском флоте. С Гоцо прибыла баржа с известием, что вражеский флот уже высадился на Мальте. На следующий день арагонцы отплыли на юг, на Мальту, покинули Сиракузы и достигли Капо Пассеро. Отдохнув на ночь, арагонский флот направился к юго-восточному побережью Сицилии, а не направился напрямую на Мальту. Высадившись в Фонте-ди-Шикли, Лауриа высадил всех своих людей на отдых в Шикли, чтобы подготовиться к предстоящей битве.

## Битва
Когда анжуйский флот помощи приблизился к Мальте, арагонские войска, осаждавшие Кастелло, отступили в старый город Читта Нотабиле. Анжуйский флот под командованием Корнута и Бонвена встал на якорь в большой гавани, выставив свои галеры на берег вдоль ручья Верфь и разместив корабли-охранники у входа в гавань.
Арагонские войска прибыли вскоре после анжуйского флота. Лауриа смог узнать расположение анжуйского флота; Согласно современным «Мунтанерским хроникам», арагонский корабль с приглушенными веслами пробрался в Великую гавань, чтобы наблюдать за анжуйцами, в то время как источники отмечают, что он также мог получать разведданные от арагонских разведчиков на суше.
Утром 8 июля Лауриа направил арагонский флот в Великую гавань. Арагонский адмирал приказал соединить свои корабли вместе тяжелыми цепями — эта тактика, разработанная генуэзским флотом, не позволила вражеским галерам проникнуть к позициям Лауриа и позволила арагонцам обрушить смертоносный град арбалетного огня. Лауриа также изменил построение так, чтобы его корабли стояли отдельно, оставляя место для развертывания весел, что позволило его флоту продвигаться вперед как единое целое. Он приказал своему флоту протрубить о прибытии к анжуйцам, избежав внезапной атаки, что удивило его экипаж. В «Мунтанерских хрониках» предполагается, что Лауриа хотел утвердить свое мастерство адмирала в открытом и рыцарском бою, в то время как более современные источники предполагают, что звучание труб было уловкой, чтобы выманить врага из защищенной якорной стоянки.
Не желая оказаться в блокаде в гавани, анжуйский флот отплыл и приготовился к бою. Согласно более позднему сообщению, анжуйские адмиралы получили ошибочные сведения от корабля, который они послали для разведки арагонского флота, и поэтому полагали, что столкнулись только с 11 вражескими галерами. При поддержке сотен человек из восстановленного гарнизона анжуйцы теперь имели преимущество в живой силе, если не в кораблях. Флоты оставались относительно равными, причем обе стороны имели опытные экипажи. Анжуйцы с их французско-провансальскими рыцарями имели преимущество в тяжелой пехоте, а элитные альмогавары и арбалетчики в арагонских экипажах делали их опасными на дальней дистанции. Один источник отмечает, что, хотя и анжуйские, и арагонские войска придавали большое значение арбалету, конструкция арагонских кораблей (которые, как правило, имели баки выше среднего) обеспечивала арагонским экипажам повышенную защиту от болтерного огня.
Флоты двинулись навстречу друг другу в Великой гавани, и бои начались около рассвета. Анжуйские войска выпустили по арагонцам продолжительные волны ракет, в основном арбалетных болтов и извести, в то время как Лауриа приказал своим войскам укрыться на своих кораблях и вести ответный огонь только из арбалетов. К полудню у анжуйцев закончились боеприпасы, и Лауриа приказал своему флоту наступать. С близкого расстояния арагонцы обстреляли анжуйские галеры арбалетными болтами и смертоносными дротиками, убив многих анжуйских моряков. Поскольку их экипажи были истощены, анжуйские галеры были легко взяты на абордаж, и 10 из них были захвачены, в то время как отряд из семи дополнительных галер под командованием адмирала Бовена смог обойти арагонцев и покинуть гавань. Битва закончилась в сумерках, когда анжуйский флот был рассеян и оказался в руках арагонцев.
Анжуйские потери были тяжелыми; Согласно «Мунтанерским хроникам», было убито 3500 анжуйцев, и некоторые современные источники предполагают, что это число, не было слишком преувеличено. 860 анжуйцев были взяты в плен, а Мунтанер утверждает, что адмирал Корнут был убит Лауриа в личном бою. Было захвачено 10 анжуйских галер, а источник XIII века утверждает, что из семи сбежавших галер две пришлось затопить. Потери арагонцев составили триста убитых и двести раненых. Непропорциональные потери между арагонскими и анжуйскими силами были обусловлены мастерством арагонцев в дальнем бою в сочетании с высоким моральным духом арагонцев и превосходной конструкцией кораблей.

## Последствия

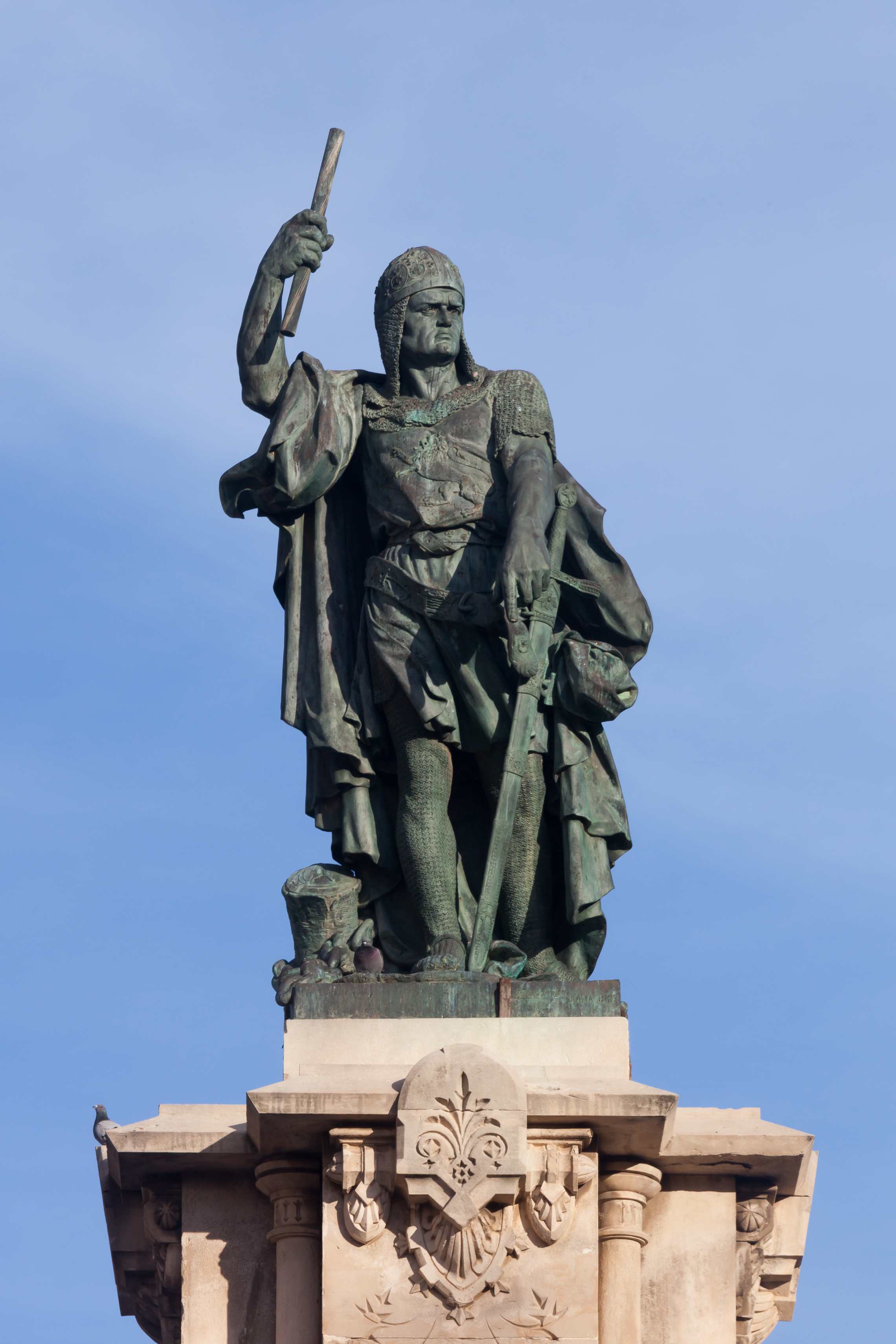
Статуя Руджеро ди Лауриа в Таррагоне, Испания.

Арагонцы сразу же отправили в Сиракузы вооруженную баржу, чтобы прославить свою победу, а к флоту добавились десять захваченных анжуйских галер. Лауриа приказал городским чиновникам короля отправить гонцов в Мессину и остальную часть Сицилии. Захваченный анжуйский быстроходный корабль был быстро укомплектован и отправлен в Каталонию, к королю Арагона. Проплывая мимо Мальорки и Барселоны, судно отправило гонца, чтобы сообщить арагонскому двору хорошие новости.
Арагонский адмирал отказался от доли короля и от своего права на добычу, завоеванную его солдатами, заявив, что галер и анжуйских пленников достаточно. Его солдаты поблагодарили Лаурию и отдыхали два дня.

### Безопасность Мальты
Дав своим людям двухдневный отдых, Лауриа двинулся со своими знаменами, поднятыми над городом Мальта. Знатные люди умоляли его не причинять никакого ущерба, говоря, что город перейдет под охрану и командование короля Арагона и что Мальта сдастся Лауриа. Адмирал вошел в город со своими войсками и получил дань уважения от города и острова. Лауриа оставил двести человек для защиты города и размещения гарнизона против анжуйцев в Кастелло-дель-Маре. Затем Лауриа ненадолго попытался осадить замок, но, посчитав это невозможным без катапульт и осадного оборудования, был вынужден снять осаду.
Знатные люди Мальты подарили Лауриа тысячу онза в драгоценностях и драгоценных камнях, а также достаточно провианта, чтобы обеспечить безопасный переход в Мессину. Затем Лауриа отплыл на Гозо, напал на остров и захватил его равелин. Город немедленно сдался и принял сотню каталонских солдат на тех же условиях, что и Мальта. Жители Гозо подарили драгоценностей на сумму в пятьсот онза и ещё провизию для арагонских галер.

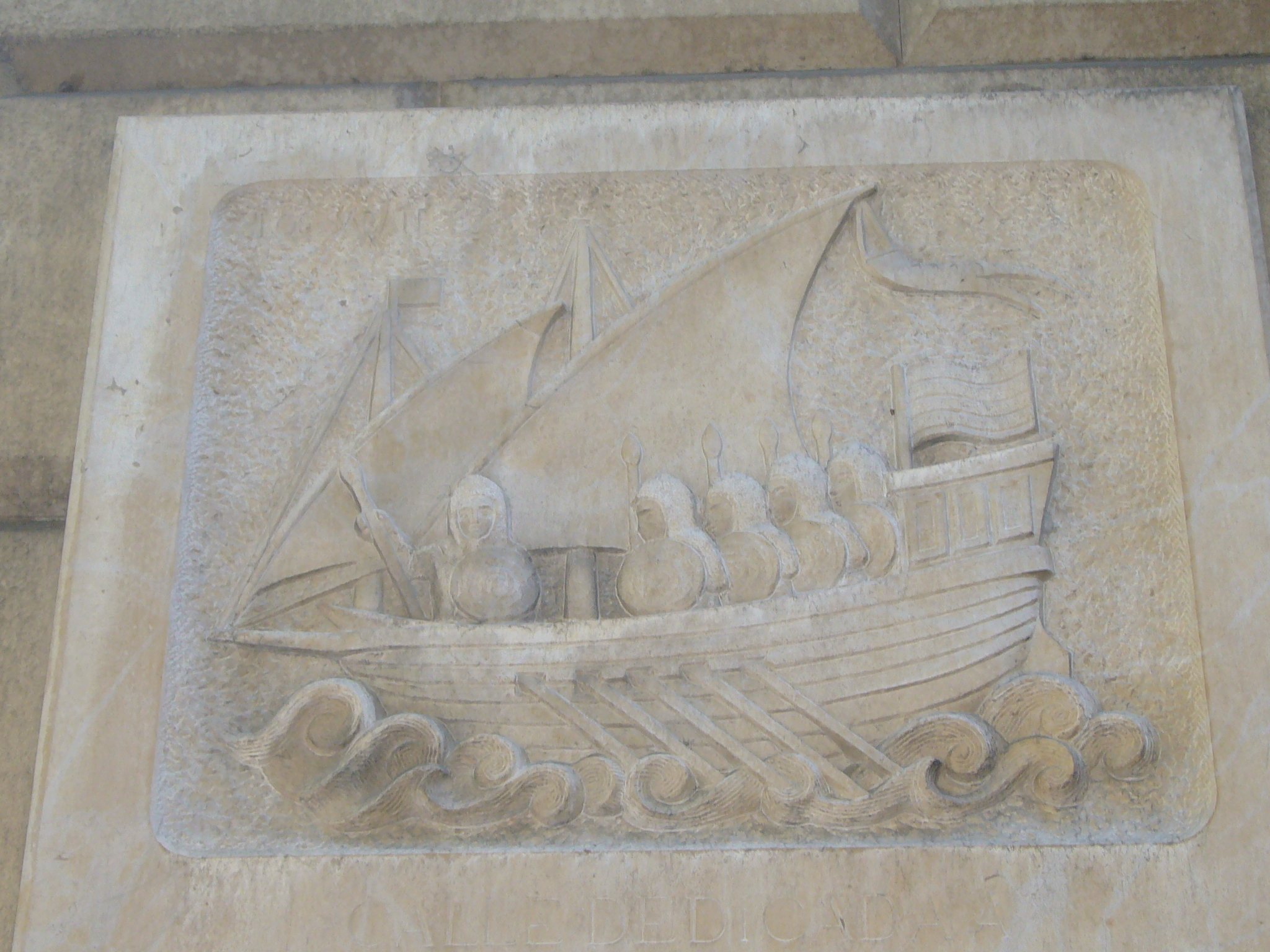
Барельеф средневековой галеры и моряков в честь Руджеро ди Лауриа на фасаде Палау Касадес в Барселоне.

Взяв курс на Сицилию, арагонский флот высадился в Сиракузах, а оттуда в Ачи и Таормину. Победоносный флот праздновали в каждой сицилийской гавани, где он высаживался.

### Последствия
Мунтанер утверждает, что, разделив победу на Мальте, арагонцы и сицилийцы объединились «узами дружбы… что является неоспоримым доказательством хорошего правления».
Разгромное поражение вынудило отложить планы анжуйского вторжения на Сицилию, установило тактическое превосходство арагонских военно-морских сил и подготовило почву для Неаполитанского морского сражения в 1284 году. Арагонский флот продолжал плыть обратно на север, и после демонстрации у Неаполя, и совершив набег на соседнее побережье, Лауриа атаковал и затем разместил гарнизоны на островах Капри и Искья.